# La Pocatière
La Pocatière, antiguamente Sainte-Anne-de-la-Pocatière, es una ciudad de la provincia de Quebec en Canadá. Está ubicada en el municipio regional de condado de Kamouraska y a su vez, en la región administrativa de Bas-Saint-Laurent.

## Geografía

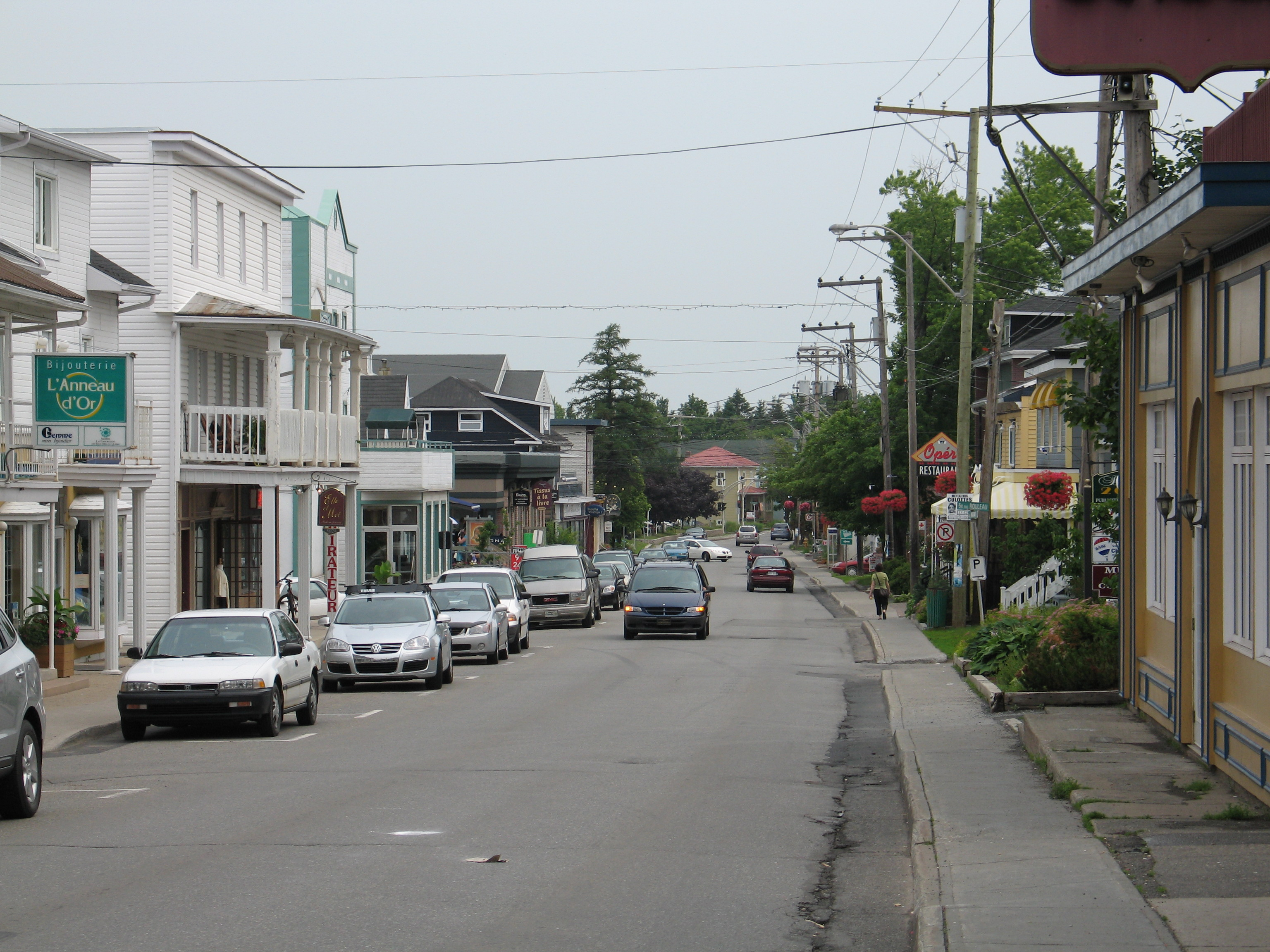
Centro de La Pocatière

La Pocatière se encuentra en la ribera sur del estuario del San Lorenzo, al suroeste del MRC de Kamouraska. Limita al noroeste con el San Lorenzo, al noreste con Rivière-Ouelle y al sur con Sainte-Anne-de-la-Pocatière. Su superficie total es de 21,30 km², enteramente tierra firme. Hieras de colinas paralelas al estuario punctuan el relieve. El río Saint-Jean baña la ciudad.

## Urbanismo
La Autoroute Jean-Lesage ( A 20 ), al norte de la ciudad, es accesible por los intercambiadores viales 436 (borde oeste), 439 (Route du Quai, centro) y 444 (avenue de la Grande-Anse). Va hacia Montmagny al suroeste y hacia Saint-Pascal y Rivière-du-Loup al noreste. La avenue de la Grande-Anse ( QC 132 ) une La Pocatière con Sainte-Anne-de-Pocatière al oeste y con Rivière-Ouelle al norte. La 4e Avenue Painchaud ( QC 230 ) se dirige a Saint-Pacôme al noreste. La 1re Avenue Poiré y la rue de la Ferme va a Sainte-Anne-de-Pocatière y Saint-Onésime-d'Ixworth al sur.

## Historia
En Nueva Francia, el señorío La Pocatière fue concedido en 1670 a François Pollet de La Combe-Pocatière, mariscal. Su viuda, Marie-Anne Juchereau de Saint-Denis, designó su propiedad Sainte-Anne-de-la-Pocatière. El municipio de parroquia de Sainte-Anne-de-la-Pocatière fue instituido en 1845. El colegio Sainte-Anne abrió en 1829. La escuela de agricultura, ahora el Instituto de tecnología agroalimentario, abrió en 1852. El municipio de pueblo de Sainte-Anne-de-la-Pocatière fue creado en 1960 por separación del municipio de parroquia. El año siguiente, se volvió la ciudad de La Pocatière.

## Política
El consejo municipal se compone del alcalde y de seis consejeros sin división territorial. El alcalde actual (2015) es Sylvain Hudon, que sucedió a Bernard Généreux en 2009.
|            | 2005-2009                                                                              | 2009-2013                                                                                    | 2013-2017                                                                                    |
| Alcalde    | Bernard Généreux                                                                       | Sylvain Hudon                                                                                | Sylvain Hudon                                                                                |
| Consejeros | Pierre Darveau Daniel Dubé Lise Garneau Sylvain Hudon Louise Lacoursière Steve Leclerc | Lise Bellefeuille Claude Brochu Pierre Darveau Lise Garneau Louise Lacoursière Steve Leclerc | Lise Bellefeuille Claude Brochu Pierre Darveau Lise Garneau Louise Lacoursière Steve Leclerc |

* Al inicio del termo pero no al fin.  ** Al fin del termo pero no al inicio.  # En el partido del alcalde.
A nivel supralocal, La Pocatière está inclusa en el MRC de Kamouraska.  El territorio de La Pocatière forma parte de las circunscripciones electorales de Côte-du-Sud a nivel provincial y de Montmagny—L'Islet—Kamouraska—Rivière-du-Loup a nivel federal.

## Demografía
Según el censo de Canadá de 2011, había 4266 personas residiendo en esta ciudad con una densidad de población de 196,3 hab./km². Los datos del censo mostraron que de las 4575 personas censadas en 2006, en 2011 hubo una disminución poblacional de 309 habitantes (-6,8%). El número total de inmuebles particulares resultó de 2137 con una densidad de 98,34 inmuebles por km². El número total de viviendas particulares que se encontraban ocupadas por residentes habituales fue de 1883.
Evolución de la población total, 1991-2015

## Economía
El fabricante de material móvil ferroviario Bombardier Transport es una importante empresa de La Pocatière.

## Cultura
La biblioteca de La Pocatière contiene 16 000 documentos.